# گوردون مور
گوردون مور (به انگلیسی: Gordon Moore) (زادهٔ ۳ ژانویهٔ ۱۹۲۹ – درگذشتهٔ ۲۴ مارس ۲۰۲۳) تاجر، مهندس و یکی از بنیان‌گذاران شرکت اینتل و رئیس بازنشستهٔ این شرکت بود. او همچنین نخستین کسی بود که قانون مور را ارائه داد (که در ۱۹ آوریل ۱۹۶۵ در مجله الکترونیک منتشر شد). برمبنای این قانون تعداد ترانزیستورها در یک مدار مجتمع (IC) هر دو سال حدوداً دو برابر می‌شود.
تا فوریه ۲۰۲۳، دارایی خالص مور ۷ میلیارد دلار گزارش شد.

## زندگی‌نامه
جی مور در سان فرانسیسکو، کالیفرنیا به دنیا آمد و در پسکادرو، جایی که پدرش کلانتر شهرستان بود، بزرگ شد. او به مدت دو سال در دانشگاه ایالتی سن‌خوزه تحصیل کرد. وی در سال ۱۹۵۰ مدرک کارشناسی شیمی خود را از دانشگاه کالیفرنیا، برکلی دریافت کرد در سپتامبر ۱۹۵۰، مور در مؤسسه فناوری کالیفرنیا ثبت نام کرد و به تحصیل در رشته فیزیک پرداخت و موفق به کسب مدرک دکترا شد و دکترای شیمی خود را در سال ۱۹۵۴ دریافت کرد. مور از سال ۱۹۵۳ تا ۱۹۵۶ در آزمایشگاه فیزیک کاربردی در دانشگاه جانز هاپکینز به تحقیقات پسادکتری پرداخت.

## زندگی شخصی و مرگ
مور هنگام تحصیل در کالج ایالتی سن خوزه با همسرش بتی آیرن ویتاکر آشنا شد. آنها در سال ۱۹۵۰ ازدواج کردند و صاحب دو پسر به نام‌های استیون و کنت شدند.
مور به ورزشی ماهیگیری مشتاق بود و فعالانه هر نوع ماهیگیری را دنبال می‌کرد. او به‌طور گسترده‌ای به سراسر جهان سفر کرد و گونه‌هایی از مارلین سیاه تا قزل آلای رنگین کمان را صید کرد. او گفته بود که تلاش‌هایش برای حفاظت از محیط زیست تا حدودی الهام گرفته از علاقه‌اش به ماهیگیری و گذراندن وقتش در فضای باز بوده است.
در سال ۲۰۱۱، ژنوم مور اولین ژنوم انسانی بود که بر روی پلت فرم ماشین ژنوم شخصی توالی یابی نیمه هادی یونی که یک دستگاه توالی یابی موازی گسترده بود به کارگرفته شد که از حسگرهای زیستی ISFET (آیسفت یا ترانزیستور اثر میدانی حساس به یون، برای سنجش تراکم یونی یک محلول بکار می‌رود) استفاده می‌کرد و توانست توالی یابی کند.

مور در ۲۴ مارس ۲۰۲۳در سن ۹۴سالگی در خانه خود در هاوایی درگذشت.